# Surf d'arena
El surf d'arena o surf de sorra (de l'anglés sandboard) és un esport de taula que consisteix en el descens de dunes o turons de sorra, amb planxes especials semblants a les del surf de neu. Pertany a la categoria d'esports extrems per l'augment d'adrenalina que experimenten els qui el practiquen.
Té les mateixes línies d'acció que el surf de neu, és a dir, l'esportista pot definir l'estil que vol desenvolupar. Es practica principalment en dunes. Entengui's per duna turons de sorra des de la base fins al cim; encara que també es pot fer en turons coberts de sorra, fins i tot en aquells coberts per sorra i terra. Un dels principals atractius d'aquest esport és l'apreciació de la naturalesa i els paisatges que aquesta ofereix.
Els inicis del surf d'arena són diversos. Començant pel Brasil —més precisament a Florianópolis, a l'illa Santa Catarina— quan els surfistes que no podien practicar el seu esport en els dies sense onades; fins a Europa, quan l'esquí i surf de neu acaben les temporades d'hivern. Avui dia ha pres molts adeptes a tot el món.
Entre els llocs reputats per a la pràctica d'aquest esport, es troben:

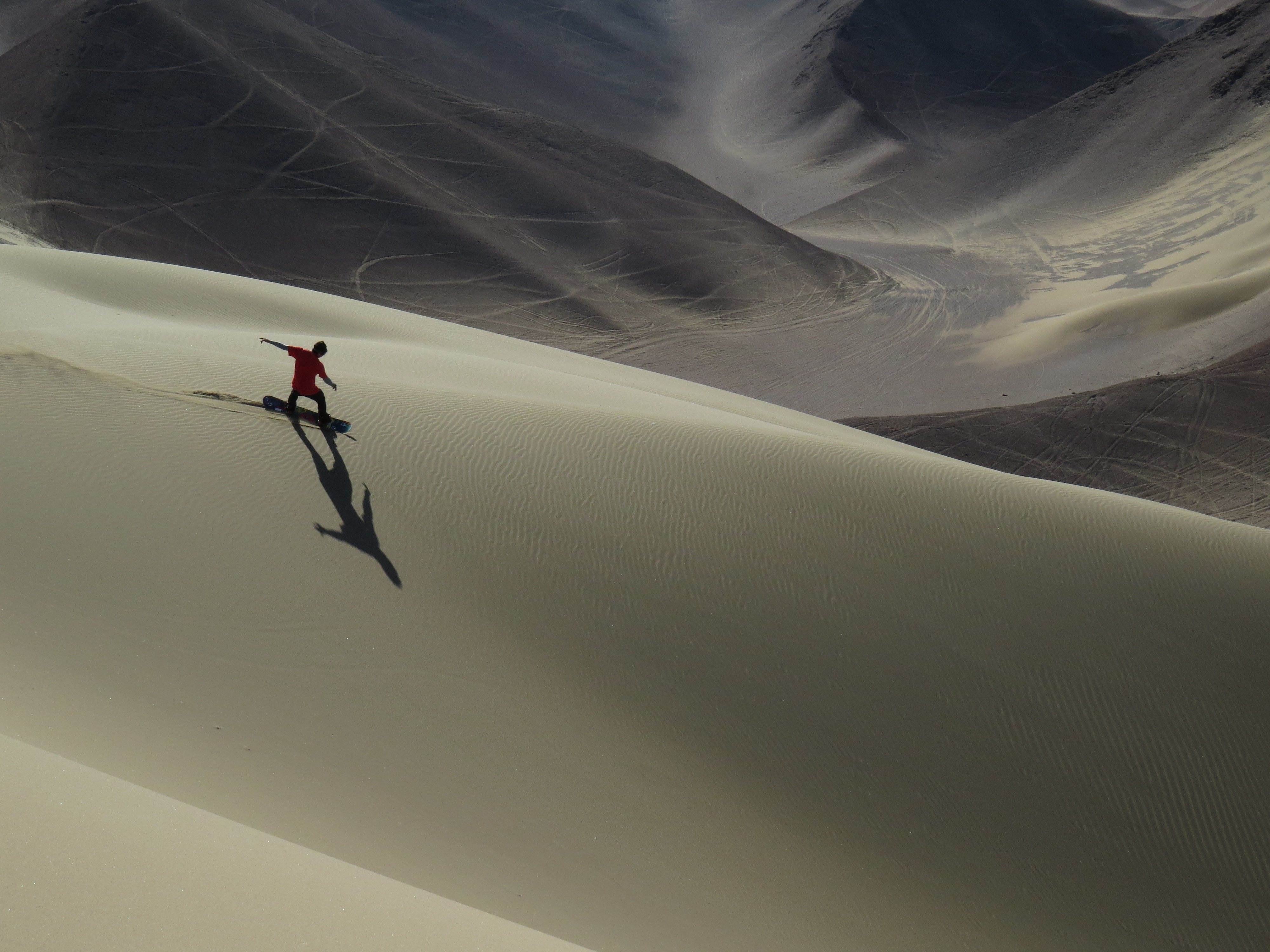
Pràctica de surf d'arena a Xile.

- Duna Grande, Perú (duna més alta del món, 920 m desde la base)
- Swakopmund, Namibia
- Cerro Negro, Nicaragua (726 m des de la base)
- Cerro Dragón, Xile (duna urbana més alta del món, 220 m desde la base)
- Ciutat del Cap, Sud-áfrica
- Gran Desert de Victòria, Austràlia
- Valizas, Uruguai
- Florianópolis, Brasil
- San Luis Rio Colorado, Sonora i Mexicali, Mèxic
- Médanos de Coro, Veneçuela
- Cerro Huancar, Argentina